# Buraco negro virtual
Na gravitação quântica, um buraco negro virtual é um buraco negro que existe temporariamente como resultado de uma flutuação quântica do espaço-tempo. O buraco negro virtual é um exemplo de espuma quântica e é um análogo dos pares virtuais pósitron-elétron encontrados na eletrodinâmica quântica. Argumentos teóricos sugerem que os buracos negros virtuais deveriam ter uma massa da ordem da massa de Planck, uma meia-vida na escala do tempo de Planck e ocorrer a uma densidade de aproximadamente um por volume de Planck.
Se os buracos negros virtuais existirem, eles poderão fornecer um mecanismo para o decaimento do próton. Isso porque quando a massa de um buraco negro aumenta devido à adição de massa tragada, e então diminui em decorrência da emissão da radiação Hawking, as partículas elementares emitidas não são, em geral, as mesmas que foram tragadas.Portanto, se dois dos quarks que constituem um próton for tragado por um buraco negro, é possível que um antiquark e um lépton emerjam, violando a conservação do número bariônico.
A existência dos buracos negros virtuais agrava o paradoxo da informação em buracos negros, considerando que qualquer processo físico pode ser potencialmente corrompido pela interação com um buraco negro virtual.